# Инвариант (физика)
| Симметрия в физике             | Симметрия в физике                    | Симметрия в физике               |
| Преобразование                 | Соответствующая инвариантность        | Соответствующий закон сохранения |
| ------------------------------ | ------------------------------------- | -------------------------------- |
| ↕ Трансляции времени           | Однородность времени                  | …энергии                         |
| ⊠ C, P, CP и T-симметрии       | Изотропность времени                  | …чётности                        |
| ↔ Трансляции пространства      | Однородность пространства             | …импульса                        |
| ↺ Вращения пространства        | Изотропность пространства             | …момента импульса                |
| ⇆ Группа Лоренца (бусты)       | Относительность лоренц-ковариантность | …движения центра масс            |
| ~ Калибровочное преобразование | Калибровочная инвариантность          | …заряда                          |

Инвариа́нтность в физике — фундаментальное понятие, означающее независимость физических закономерностей от конкретных ситуаций, в которых они устанавливаются, и от способа описания этих ситуаций. Инвариантность физической величины означает её независимость от способа описания (неизменность по отношению к некоторым преобразованиям, например, к преобразованиям координат и времени при переходе от одной инерциальной системы отсчёта к другой) или неизменность этой величины при изменении физических условий. Примеры: энергия, компоненты импульса и момента импульса в замкнутых системах.
Также инвариантами называются величины, независимые от условий наблюдения, в особенности — от системы отсчёта — например интервал в теории относительности инвариантен в этом смысле. Промежуток времени между двумя событиями, а также расстояние между ними (местами событий) для наблюдателей, движущихся в различных направлениях с разными скоростями, будут разными, однако интервал между этими событиями для всех наблюдателей будет один. К этой же категории относится, например скорость света в вакууме. Такие величины, в зависимости от класса систем отсчёта, при переходе между которыми сохраняется инвариантность данной величины, называют лоренц-инвариантными (инвариантами группы Лоренца) или инвариантами группы общекоординатных преобразований (рассматриваемыми в общей теории относительности); для ньютоновской физики может иметь смысл также рассматривать инвариантность относительно преобразований Галилея (инвариантными относительно таких преобразований являются компоненты ускорения и силы).
Понятие инвариантности (инвариантов) в физике лежит в русле принятого в математике понятия «инвариант преобразований (группы преобразований)» (той или иной конкретной группы преобразований — сдвигов времени, преобразований Лоренца и т. п.).